# Francesco Allegretti
Francesco Allegretti (Roma, 24 agosto 1978) è un conduttore radiofonico italiano.

## Biografia
Ha debuttato nel mondo della radiofonia nel 1999, conducendo un programma dedicato al mondo del cinema; ha collaborato con le radio romane Talk Radio, M100, Veronica Hit Radio Network e Dimensione Suono Roma.
L'esordio su scala nazionale è avvenuto su Radio Capital, sbarcando poi su RDS. Dal 2013 è una delle voci di R101, dove conduce un programma in fascia pomeridiana.
Dal 2017 conduce Breakfast in rock (ora Rockin' Weekend) su Virgin Radio.
Dall'autunno 2024 conduce Rock & Talk su Virgin Radio. 